# ORP Tukan
ORP Tukan – polski trałowiec bazowy z okresu zimnej wojny, jeden z serii dwunastu okrętów projektu 206F. Jednostka mierzyła 58,2 metra długości, 7,97 metra szerokości i miała zanurzenie 2,14 metra, a jej wyporność pełna wynosiła 470 ton. Uzbrojona była w trzy podwójne zestawy działek automatycznych 2M-3M kalibru 25 mm i bomby głębinowe, a ponadto była przystosowana do przewozu i stawiania min morskich.
Okręt został zwodowany 30 grudnia 1965 roku w Stoczni im. Komuny Paryskiej w Gdyni, a do służby w Marynarce Wojennej przyjęto go 19 sierpnia 1966 roku. Intensywnie eksploatowana jednostka, oznaczona numerem burtowym 620, cały okres służby spędziła w 13. Dywizjonie Trałowców 9. Flotylli Obrony Wybrzeża w Helu. Okręt został skreślony z listy floty po ponad 34-letnim czasie użytkowania w październiku 2000 roku.

## Projekt i budowa

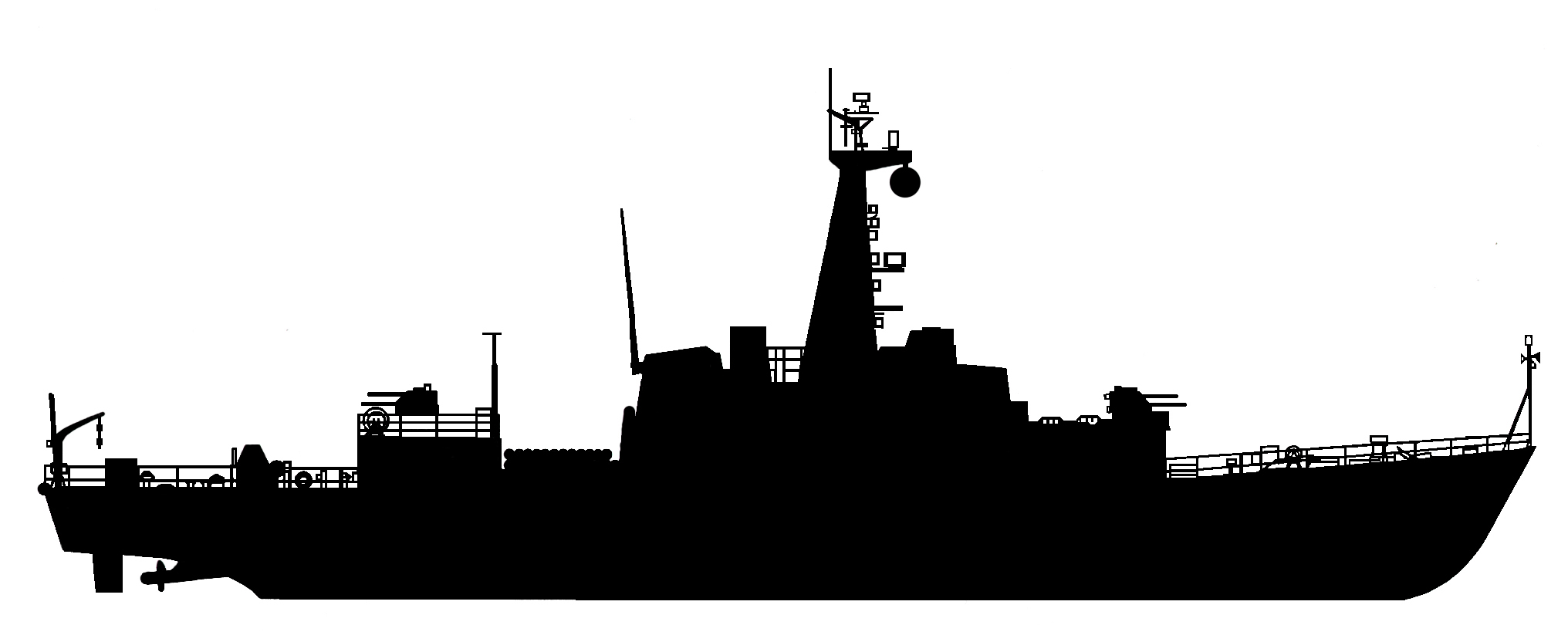
Sylwetka trałowca projektu 206F

Prace nad nowym typem trałowca rozpoczęły się w gdańskim Centralnym Biurze Konstrukcji Okrętowych nr 2 w 1958 roku, w celu zastąpienia służących od 1946 roku trałowców projektu 253Ł. Nowe okręty miały być więc początkowo trałowcami redowymi, zdolnymi do prowadzenia trałowań kontaktowych i niekontaktowych w rejonie baz morskich i stawiania niewielkich zagród minowych, o wyporności około 200 ton, prędkości 18 węzłów, zasięgu 3000 Mm, uzbrojeniu składającym się z dwóch dział kalibru 45 mm i czterech wkm kalibru 14,5 mm i standardowym dla końca lat 50. XX wieku wyposażeniu trałowym. Dowództwo Marynarki Wojennej opublikowało jednocześnie wymagania na nowy trałowiec bazowy o wyporności 570 ton, mimo trwania przygotowań do podjęcia licencyjnej produkcji radzieckich trałowców projektu 254. CKBO nr 2 pod kierownictwem inż. Henryka Andrzejewskiego przygotowało zarówno projekt trałowca redowego (pod oznaczeniem 206), jak też cztery projekty większego trałowca bazowego (projekty 250–253). Po wielu dyskusjach postanowiono zaprzestać prac nad trałowcami bazowymi projektów 250–253 na rzecz przekształcenia w trałowiec bazowy jednostki projektu 206. W 1959 roku CKBO nr 2 opracował zmodyfikowany projekt trałowca o wyporności 425 ton, którego napęd miały stanowić włoskie silniki wysokoprężne FIAT, wobec braku odpowiednich jednostek napędowych produkowanych w państwach socjalistycznych. Projekt (pod oznaczeniem B206F) został przyjęty do realizacji w grudniu 1959 roku przez Ministra Obrony Narodowej, lecz ostateczny projekt techniczny zatwierdzono w Dowództwie MW dopiero 19 lutego 1962 roku. Koszty dokumentacji wyniosły 1,7 mln zł, a budowa prototypu (czyli przyszłego „Orlika”) kosztowała 80 mln zł. Roczny limit eksploatacyjny jednostki określono na 700 godzin, a żywotność konstrukcji na 20 lat.
ORP „Tukan” zbudowany został w Stoczni im. Komuny Paryskiej w Gdyni (numer stoczniowy 206F/8). Nadzór wojskowy nad budową sprawował kmdr ppor. inż. Konstanty Cudny. Stocznia zastosowała metodę budowy kadłuba jednostki z sekcji, łączonych na pochylni (opracowaną wcześniej w celu masowej budowy trawlerów). Stępkę okrętu położono 6 lipca 1965 roku, a zwodowany został 30 grudnia 1965 roku. Trałowiec otrzymał tradycyjną dla polskich okrętów minowych nazwę pochodzącą od ptaka. Matką chrzestną jednostki była Halina Kotowicz.

## Dane taktyczno-techniczne
Okręt był gładkopokładowym, pełnomorskim trałowcem, przystosowanym do pływania w warunkach częściowego oblodzenia. Długość całkowita wynosiła 58,2 metra, szerokość 7,97 metra i zanurzenie 2,14 metra. Wysokość boczna miała wielkość 4 metry. Wykonany ze stali, całkowicie spawany kadłub jednostki został wzmocniony w celu zwiększenia odporności na podwodne wybuchy. Podzielony był na siedem przedziałów wodoszczelnych: (od dziobu): I – forpik (magazyn bosmański, sprzętu okrętowego i żywnościowy, skrzynia łańcuchowa i winda kotwiczna), II – stacja radiolokacyjna oraz magazyn artyleryjski i elektryczny, III – pomieszczenia mieszkalne oraz pomieszczenie żyrokompasów i centrali artyleryjskiej, IV – siłownia pomocnicza, V – siłownia główna z centrum sterowania napędem, VI – rufowe pomieszczenie załogi i VII – magazyn sprzętu trałowego, maszyna sterowa i zrzutnie bomb głębinowych. W najniższym poziomie kadłuba mieściły się zbiorniki paliwa, wody słodkiej i użytkowej oraz wały napędowe. Na dolnym poziomie nadbudówki znajdowały się kabiny oficerów, mesa, kuchnia, sanitariaty i podręczne magazyny żywności. W górnej części mieściła się sterówka oraz kabiny: radiowa, nawigacyjna i sonaru oraz, na pokładzie sygnałowym, pokryte brezentowym dachem stanowisko dowodzenia i lekki, trójpodporowy maszt z antenami urządzeń radiotechnicznych. Wyporność standardowa wynosiła 426 ton, a pełna 470 ton.
Okręt napędzany był przez dwa nienawrotne, turbodoładowane 12-cylindrowe czterosuwowe silniki wysokoprężne w układzie V FIAT 2312SS o maksymalnej mocy 1324 kW (1800 KM) każdy (nominalna moc wynosiła 1400 KM przy 920 obr./min), poruszające poprzez przekładnie redukcyjne Lohman GUB dwiema śrubami nastawnymi Lips-Schelde. Maksymalna prędkość okrętu wynosiła 18,4 węzła (ekonomiczna – 17 węzłów). Okręt mógł zabrać 55,5 tony paliwa okrętowego, co zapewniało zasięg wynoszący 2000 Mm przy prędkości 17 węzłów. Na rufie znajdowały się dwa podwieszane, zrównoważone stery, poruszane maszynką sterową MS25. Energię elektryczną zapewniały cztery brytyjskie generatory główne Ruston S324M o mocy 60 kVA każdy (składające się z prądnicy i silnika Leyland SW400 o mocy 72 KM przy 1500 obr./min), generator postojowy S322M o mocy 27 kVA oraz generator trału elektromagnetycznego M50. Autonomiczność okrętu wynosiła 12 dób. Jednostka mogła bezpiecznie pływać przy stanie morza 8, a zadania trałowe wykonywać do stanu morza 4, z prędkością od 0 do 12 węzłów.

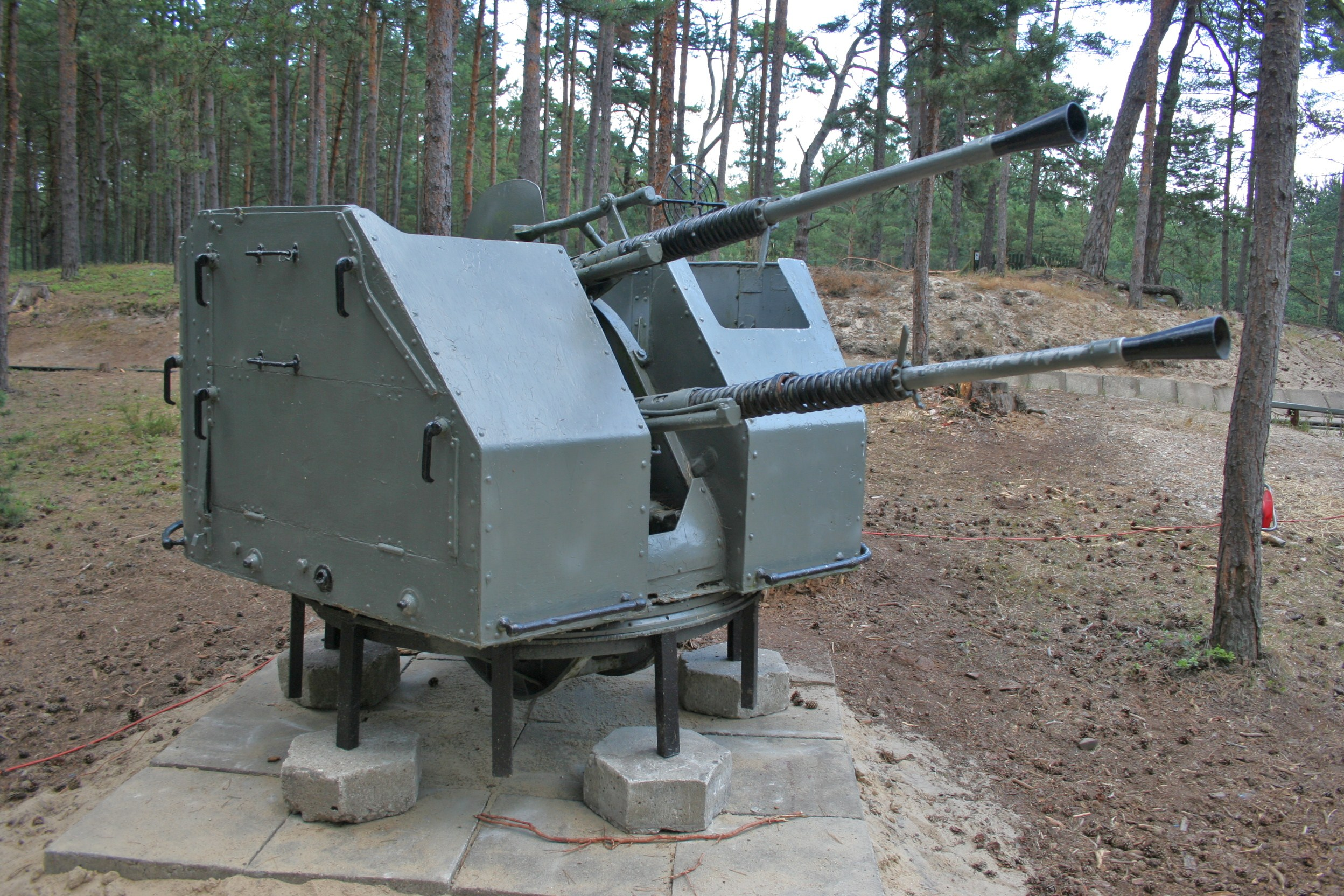
Zestaw artyleryjski 2M-3M kal. 25 mm

Uzbrojenie artyleryjskie jednostki stanowiły trzy podwójne zestawy działek automatycznych 2M-3M kalibru 25 mm, z łącznym zapasem amunicji wynoszącym 6000 naboi, umieszczone przed nadbudówką na osi symetrii okrętu (jedno stanowisko) oraz na nadbudówce rufowej (dwa stanowiska obok siebie). Broń ZOP stanowiły dwie podpokładowe zrzutnie bomb głębinowych z łącznym zapasem 12 bomb B-1. Ponadto okręt miał dwa pokładowe tory minowe, na których mógł zamiennie przenosić: 10 min typu KB lub AMD-500, 16 wz. 08/39 lub 8 typu AMD-1000. Załoga uzbrojona była także w broń indywidualną, którą stanowiły 22 kbk AK i 8 pistoletów, z łącznym zapasem 17 000 sztuk amunicji.
Początkowe wyposażenie trałowe stanowiły: trał kontaktowy MT-2, elektromagnetyczny TEM-52M i akustyczny BAT-2. Wyposażenie radioelektroniczne obejmowało system rozpoznawczy „swój-obcy” typu Kremnij-2, radiostację UKF R-609M, nadajnik KF R-644, odbiornik KF R-671, odbiornik pełnozakresowy R-619, radionamiernik ARP-50-1,2M, sonar Tamir-11M (MG-11M), radar obserwacji ogólnej Lin-M i system radionawigacji Rym-K. Jednostka wyposażona była też w zrzutnie dla 8 świec dymnych MDSz, żyrokompas Kurs-4, kompasy magnetyczne UKPM-1M i UKPM-3M, echosondę NEŁ-5, log MGŁ-25 i pracujący w podczerwieni system pływania zespołowego Chmiel.
Trałowiec został dostosowany do biernej obrony przeciwatomowej i przeciwchemicznej. W tym celu zbudowano trzy pomieszczenia z urządzeniami filtrowentylacyjnymi, a także zamontowano urządzenia dozymetryczne oraz rurociągi do zraszania i spłukiwania okrętu. Wyposażenie uzupełniały urządzenia demagnetyzacyjne.
Załoga okrętu składała się początkowo z 49 osób – 5 oficerów, 16 podoficerów i 28 marynarzy .

## Służba

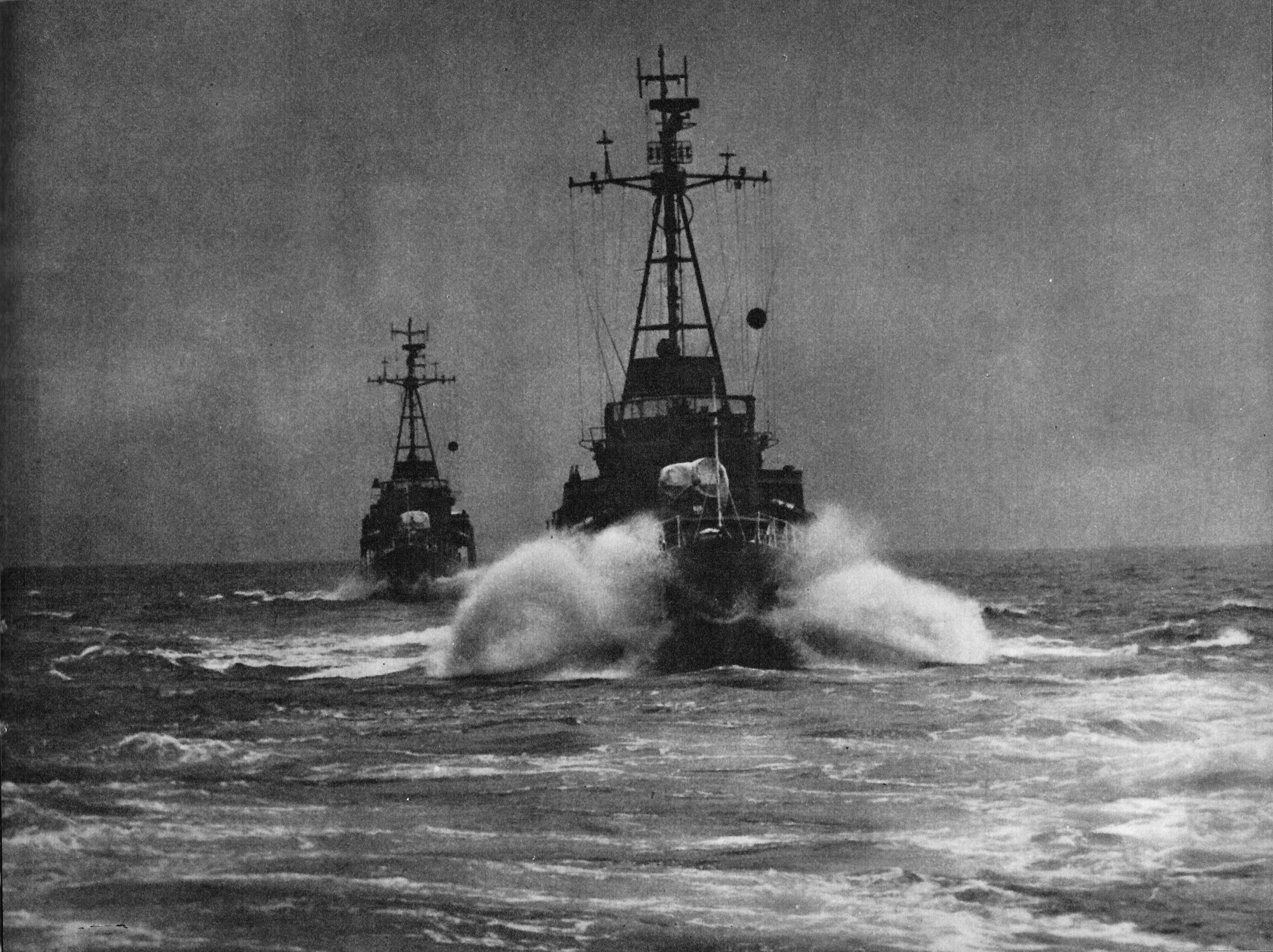
Polskie trałowce proj. 206F w morzu

ORP „Tukan” został wcielony do służby w Marynarce Wojennej 19 sierpnia 1966 roku. Okręt z oznaczeniem burtowym 620 wszedł w skład 13. Dywizjonu Trałowców 9. Flotylli Obrony Wybrzeża, stacjonując na Helu. Zadaniem okrętu było poszukiwanie pól minowych i ich niszczenie, trałowanie rozpoznawcze i kontrolne, wytyczanie torów pływania i prowadzenie za trałami okrętów lub ich zespołów. Jednostka wraz z bliźniaczymi trałowcami brała udział w niemal wszystkich ważniejszych ćwiczeniach polskich okrętów oraz manewrach flot Układu Warszawskiego, uczestnicząc też często w unieszkodliwianiu niewybuchów pochodzących z okresu II wojny światowej.
W dniach 11–15 lipca 1968 roku OORP „Tukan”, „Krogulec” i „Wicher”, pod dowództwem kmdra Henryka Pietraszkiewicza, złożyły wizytę w Helsinkach. 23 września 1968 roku, podczas alarmu ćwiczebnego połączonego z wyjściem okrętów 13. Dywizjony Trałowców i 11. Dywizjonu Ścigaczy do rejonów alarmowych, okręt przy prędkości 13,5 węzła zderzył się z jachtem Kismet. Jacht miał pierwszeństwo zarówno jako statek żaglowy (prawidło 20 ówczesnych przepisów MPDM) jak i jako statek doganiany (prawidło 24). Odwoławcza Izba Morska w orzeczeniu OIM 17/71 wytknęła szereg uchybień po stronie trałowca i obciążyła go winą za wypadek w 90%. W wyniku kolizji za burtę jachtu wypadły dwie osoby, z których jedna została wciągnięta na pokład jachtu, a druga (kobieta), mimo natychmiastowej akcji ratowniczej podjętej przez jacht oraz OORP „Tukan”, „Flaming” i „Zwinny”, utonęła. W wyniku zderzenia na trałowcu został złamany dziobowy flagsztok wraz z podporami oraz zniszczona latarnia systemu pływania zespołowego Chmiel, a powstałe straty oszacowano na 1800 zł, natomiast Kismet doznał tak poważnych uszkodzeń, że koszty naprawy przekroczyłyby jego wartość, tj. 380 000 zł.
31 maja 1969 roku okręt z komisją wyborczą i urnami na pokładzie został wysłany do Bałtyjska, by 1 czerwca umożliwić oddanie głosów w wyborach do Sejmu i Rad narodowych marynarzom przygotowującym się tam do strzelań rakietowych. Na początku lat 70. ORP „Tukan” należał do III grupy 13. Dywizjonu Trałowców (wraz z „Pelikanem” i „Flamingiem”). W latach 1970–1974 okręt uczestniczył w poszukiwaniu min na obszarze przeznaczonym pod budowę Portu Północnego w Gdańsku. W 1971 roku „Tukan” zdobył tytuł najlepszego okrętu Marynarki Wojennej w swojej klasie. W dniach 27 lipca – 1 sierpnia 1972 roku zespół okrętów MW (OORP „Tukan”, „Flaming”, „Warszawa”, „Głogów”, „Cedynia”, „Groźny”, „Zawzięty” i zbiornikowiec Z-3) pod dowództwem wadm. Ludwika Janczyszyna złożył wizytę w Leningradzie. W czerwcu 1975 roku, w związku z wprowadzeniem przez MW zmiennego systemu numeracji okrętów, jednostce zmieniono numer burtowy na 650. W tym miesiącu okręt uczestniczył w ćwiczeniach o kryptonimie Posejdon-75. W połowie 1976 roku dokonano kolejnej zmiany oznaczenia jednostki, która otrzymała numer 675. Do pierwotnego oznaczenia (620) okręt powrócił w połowie 1978 roku. W dniach 27–31 lipca 1979 roku zespół okrętów MW (OORP „Tukan”, „Wodnik” i „Cedynia”) pod dowództwem dowódcy MW admirała Ludwika Janczyszyna złożył wizytę w Tallinnie. W 1979 roku ORP „Tukan”, dowodzony przez kmdra ppor. Stefana Gierczaka, zdobył kolejny tytuł najlepszego okrętu Marynarki Wojennej. W dniach 4–26 maja 1983 roku trałowiec wziął udział w wielkich ćwiczeniach sił Marynarki Wojennej o kryptonimie Reda-83.
Podczas długoletniej służby modernizacji poddano wyposażenie radioelektroniczne okrętu: radar Lin-M został zastąpiony nowszym TRN-823, a następnie SRN-302; system „swój-obcy” Kremnij-2 wymieniono na Nichrom-RR, dodano też drugą stację radiolokacyjną SRN-206. Usunięto również przestarzały system radionawigacji Rym-K, zastępując go nowocześniejszym Bras (z odbiornikiem Hals); zamontowano też odbiorniki brytyjskiego systemu radionawigacyjnego Decca – Pirs-1M. W pierwszej połowie lat 80. wzmocniono uzbrojenie przeciwlotnicze trałowca, instalując na wysokości komina po obu burtach dwie poczwórne wyrzutnie Fasta-4M rakiet przeciwlotniczych Strzała-2M (z łącznym zapasem 16 pocisków). Zużyte jednostki napędowe FIATA zamieniono na sześciocylindrowe silniki wysokoprężne Sulzer 6AL25/30 o maksymalnej mocy 1700 KM każdy (nominalnie 1100 KM przy 750 obr./min). Zmiany objęły również wyposażenie trałowe: trał kontaktowy MT-2 zmodernizowano do wariantu MT-2W (z przecinakami wybuchowymi), zainstalowano też nowy polski trał elektromagnetyczny TEM-PE-2 i głębokowodny, szybkobieżny trał akustyczny BGAT.
Od 10 do 23 lipca 1993 roku OORP „Tukan” i „Kaszub”, pod dowództwem kmdra Marka Brągoszewskiego, odbyły rejs szkoleniowy na Morze Północne, zawijając w dniach 15–16 lipca do Zeebrugge. Oba polskie okręty wzięły udział w „Navy Days”, wraz z brytyjską fregatą HMS „Argyll”, duńskim stawiaczem min KDM „Falster”, francuskim niszczycielem min „Cérès”, holenderskim niszczycielem min Hr.Ms. „Middelburg” i niemieckim trałowcem „Paderborn”. 11 lutego 1995 roku okręt wziął udział w zorganizowanych we Władysławowie uroczystościach z okazji rocznicy zaślubin Polski z morzem, z udziałem dowódcy MW wadm. Romualda Wagi i kadm. Marka Brągoszewskiego. Od 6 do 18 czerwca 1995 roku jednostka (wraz z bliźniaczymi trałowcami OORP „Czajka”, „Flaming” i „Mewa”, okrętem podwodnym „Wilk” i okrętami rakietowymi „Hutnik” i „Metalowiec”) uczestniczyła w międzynarodowych ćwiczeniach sił morskich NATO Baltops ’95.
ORP „Tukan” został wycofany ze służby po ponad 34-letnim okresie eksploatacji 2 października 2000 roku. Po zdemontowaniu wyposażenia i urządzeń, kadłub jednostki został przekazany Agencji Mienia Wojskowego w celu sprzedaży. 14 maja 2002 roku odbył się pierwszy przetarg, jednak wyceniony na kwotę 133 705 zł kadłub trałowca nie znalazł nabywców. W drugim, zorganizowanym 23 lipca 2002 roku przetargu, cena wywoławcza została obniżona do 90 000 zł, jednak także nie było chętnych. W 2004 roku, w wyniku złego stanu technicznego oraz sztormowej pogody, zacumowany w Porcie Wojennym na Helu kadłub „Tukana” zatonął. Wrak został wydobyty latem 2005 roku.

## Dowódcy okrętu
Zestawienie zostało opracowane na podstawie Wierzykowski 2012 ↓, s. 41 i Wierzykowski 2017 ↓, s. 143:
- 1966–1968 – kpt. mar. Jan Sułek
- 1968 – kpt. mar. Jan Zgodziński
- 1968–1969 – kpt. mar. Marian Kazubek
- 1969–1971 – kpt. mar. Henryk Łapiński
- 1971–1981 – kpt. mar. Stefan Gierczak
- 1981–1982 – kpt. mar. Włodzimierz Czarciński
- 1982–1984 – por. mar. Jerzy Patz
- 1984–1985 – kpt. mar. Mirosław Oniszczuk
- 1985–1991 – por. mar. Wojciech Lewicki
- 1991–1994 – kpt. mar. Jarosław Stolczyk
- 1994–2000 – kpt. mar. Janusz Mrugała